# Babsk (wieś w województwie lubelskim)
Babsk – wieś w Polsce, położona w województwie lubelskim, w powiecie włodawskim, w gminie Urszulin.
| SIMC    | Nazwa   | Rodzaj    |
| ------- | ------- | --------- |
| 0108803 | Olszowo | część wsi |
| 0108810 | Zarudka | część wsi |

W latach 1975–1998 miejscowość administracyjnie należała do województwa chełmskiego.
Wieś jest sołectwem w gminie Urszulin. Według Narodowego Spisu Powszechnego z roku 2011 wieś liczyła 175 mieszkańców.
Wierni Kościoła rzymskokatolickiego należą do parafii św. Izydora w Woli Wereszczyńskiej.